# Lassana Coulibaly
Pour les articles homonymes, voir Coulibaly.
Cet article concerne le footballeur. Pour le violeur en série, voir Affaire Lassana Coulibaly.
Lassana Coulibaly, né le 10 avril 1996 à Bamako (Mali), est un footballeur international malien qui évolue au poste de milieu défensif à l'US Lecce.

## Biographie

### En équipe nationale
Avec l'équipe de Mali olympique, il participe au Tournoi de Toulon en 2016.
Il reçoit sa première sélection en équipe du Mali le 4 septembre 2016, contre le Bénin, à l'occasion d'un match rentrant dans le cadre des éliminatoires de la CAN 2017 (victoire 5-2).
Par la suite, le 8 octobre 2016, il joue un match contre la Côte d'Ivoire comptant pour les éliminatoires du mondial 2018 (défaite 3-1). Il dispute sa première compétition internationale lors de la Coupe d'Afrique des nations 2017 au Gabon. Deux ans plus tard, il est de nouveau convoqué pour participer à la Coupe d'Afrique des nations 2019. En décembre 2021, Lassana Coulibaly est retenu par le sélectionneur Mohamed Magassouba pour participer à la Coupe d'Afrique des nations 2021,. Le 2 janvier 2024, il est retenu dans la liste des vingt-sept joueurs maliens sélectionnés par Éric Chelle pour disputer la Coupe d'Afrique des nations 2023.

## Statistiques
| Saison                | Club                    | Championnat           | Championnat | Championnat | Championnat | Coupe nationale | Coupe nationale | Coupe nationale | Coupe de la Ligue | Coupe de la Ligue | Coupe de la Ligue | Compétition(s) continentale(s) | Compétition(s) continentale(s) | Compétition(s) continentale(s) | Compétition(s) continentale(s) | Mali | Mali | Mali | Total | Total | Total |
| Saison                | Club                    | Division              | M.          | B.          | P.d.        | M.              | B.              | P.d.            | M.                | B.                | P.d.              | Comp.                          | M.                             | B.                             | P.d.                           | M.   | B.   | P.d. | M.    | B.    | P.d.  |
| 2015-2016             | SC Bastia               | Ligue 1               | 15          | 1           | 0           | 2               | 0               | 0               | 1                 | 0                 | 0                 | -                              | -                              | -                              | -                              | -    | -    | -    | 18    | 1     | 0     |
| 2016-2017             | SC Bastia               | Ligue 1               | 30          | 0           | 2           | 0               | 0               | 0               | 1                 | 0                 | 0                 | -                              | -                              | -                              | -                              | 6    | 0    | 1    | 37    | 0     | 3     |
| 2017-2018             | SCO Angers              | Ligue 1               | 19          | 1           | 3           | 0               | 0               | 0               | 3                 | 0                 | 0                 | -                              | -                              | -                              | -                              | 3    | 0    | 0    | 25    | 1     | 3     |
| 2018-2019             | Rangers FC (prêt)       | Premiership           | 19          | 1           | 2           | 1               | 1               | 0               | 1                 | 0                 | 0                 | C3                             | 9                              | 1                              | 0                              | 10   | 0    | 1    | 40    | 3     | 3     |
| 2019-2020             | Cercle de Bruges (prêt) | Jupiler Pro League    | 16          | 0           | 1           | 1               | 0               | 0               | -                 | -                 | -                 | -                              | -                              | -                              | -                              | 2    | 0    | 0    | 19    | 0     | 1     |
| 2020-2021             | SCO Angers              | Ligue 1               | 29          | 1           | 1           | 2               | 0               | 0               | -                 | -                 | -                 | -                              | -                              | -                              | -                              | 5    | 0    | 0    | 36    | 1     | 1     |
| 2021-2022             | US Salernitana          | Serie A               | 31          | 0           | 0           | 2               | 0               | 0               | -                 | -                 | -                 | -                              | -                              | -                              | -                              | 3    | 0    | 0    | 36    | 0     | 0     |
| 2022-2023             | US Salernitana          | Serie A               | 35          | 3           | 3           | 1               | 0               | 0               | -                 | -                 | -                 | -                              | -                              | -                              | -                              | 3    | 0    | 0    | 39    | 3     | 3     |
| 2023-2024             | US Salernitana          | Serie A               | 28          | 0           | 1           | 1               | 0               | 0               | -                 | -                 | -                 | -                              | -                              | -                              | -                              | 10   | 0    | 0    | 39    | 0     | 1     |
| 2024-2025             | US Lecce                | Serie A               | 38          | 1           | 1           | 0               | 0               | 0               | -                 | -                 | -                 | -                              | -                              | -                              | -                              | 3    | 0    | 0    | 41    | 1     | 1     |
| Total sur la carrière | Total sur la carrière   | Total sur la carrière | 260         | 8           | 14          | 10              | 1               | 0               | 6                 | 0                 | 0                 | -                              | 9                              | 1                              | -                              | 45   | 0    | 2    | 330   | 10    | 16    |

## Palmarès

### En club
- Rangers FC
  - Vice-champion d'Écosse en 2019